# Usine FCA Windsor
L'Usine FCA de Windsor est une usine d'assemblage du constructeur automobile Stellantis, implantée au Canada depuis 1928 par Chrysler et dont la production est essentiellement destinée aux marchés d'Amérique du nord (États-Unis et Canada) et depuis peu à l'Amérique du sud. L'usine, employant près de 5900 personnes en 2016, est le premier employeur de Windsor.

## Histoire[1]
L'usine a été construite par le constructeur automobile américain Chalmers Motors Co. et inaugurée en 1916. L'usine était implantée dans la ville de Walkerville qui est devenue Windsor. Après le regroupement avec son concurrent Maxwell Motor en 1925 pour créer le 6 juin 1925 Chrysler Corporation au Canada, puis le rachat de Dodge Brothers en 1928, l'usine de Windsor prit un essor important car elle accueillit tous les ateliers de fabrication de ces trois sociétés et devint le principal site de production Chrysler en 1928. En 1925, la société avait 181 salariés et a produit 4 474 voitures. En 1926, la production passa à 7 857 voitures avec 243 salariés, à 13 194 voitures en 1927 et 25 400 en 1929.
L'usine sera restructurée en 1931 pour la production des camions Dodge, Graham et Fargo. Cet atelier baptisé « 1 » restera en activité jusqu'en 1978. La production prendra fin avec les modèles D-400 et D-700. Entre 1980 et 1983, l'usine servira de base à l'« Imperial Quality Assurance Centre » du groupe Chrysler.
En 1938, la société entreprend la construction de l'atelier « 2 » destiné à la fabrication de moteurs. Une grosse extension a été réalisée en 1955. Son activité a cessé en 1980. 
Les usines canadiennes étaient essentielles à Chrysler, en partie en raison des règles locales de production mais aussi parce que les produits américains devaient être adaptés aux habitudes des clients Canadiens, ce qui entraînait, entre autres, le rebadgage des modèles Dodge en Plymouth. Les marques étaient à l'origine Chrysler, Plymouth et Fargo, puis Dodge, DeSoto et Dodge Truck. DeSoto a finalement été remplacé par Chrysler et la plupart des concessionnaires ont opté pour la marque Chrysler.
Les avantages fiscaux favorisant la production locale ont été abolis en 1965 avec le "Pacte de l'automobile". Comme ses concurrents Ford et GM, Chrysler a fermé les petites unités de production et réduit le nombre de ses modèles de moitié entre 1965 et 1967. Chrysler Canada avait exporté 81.000 voitures aux États-Unis alors que GM Canada n'en exportait aucune.
L'atelier de montage "3" de Windsor, a été construit en 1929. A la fin des années 1950, les modèles Plymouth, Dodge, DeSoto et Chrysler étaient assemblés sur la même ligne. La production comprenait essentiellement la Chrysler Windsor et la Dodge Viscount pour le marché canadien. Les modèles Dodge et Plymouth partageaient de nombreux éléments de carrosserie.

Assemblage de mini-fourgonnette à l'Usine Windsor en 1988

L'usine de montage de Windsor a fabriqué une grande variété de véhicules avant le "Pacte de l'automobile" de 1965. Jusqu'en 1965, la fabrication portait essentiellement sur les voitures des marques Dodge et Plymouth. Quelques coupés et breaks Chrysler ont également été fabriqués. Le site de Windsor a été rapidement intégré dans la stratégie industrielle nord-américaine. La production des modèles bas de gamme a été considérablement réduite. Les modèles Valiant Barracuda (à ne pas confondre avec la Plymouth Barracuda), Plymouth Belvédère, Dodge Coronet, Charger et Imperial ont été importés tandis seule la Dodge Dart qui n'était pas commercialisée au Canada auparavant, était maintenant assemblée et exportée aux États-Unis. Le fait de se concentrer sur la production de moins de modèles se traduit par un taux de productivité en progression de 35 %. Au cours des deux premières années du « Pacte de l'automobile », Chrysler Canada a exporté près de 60 % de tous les véhicules canadiens livrés sur le marché américain.
En 1983 l'usine s'est spécialisée dans la fabrication de vans. Implantée au Canada dans l'Etat de l'Ontario, dans la commune de Windsor, la région la plus au sud du pays, à la limite de la frontière avec les États-Unis. Elle dispose d'une capacité de production annuelle de plus de 350 000 véhicules avec une cadence maximale de 1.500 véhicules par jour. 
En 2010, l'usine a fêté le 13 millionième van fabriqué. Depuis l'arrêt de la production du Ram Cargo Van en janvier 2015, l'usine tourne au ralenti avec uniquement le Chrysler Town & Country dont la fabrication a pris fin le 21 mars 2016. L'usine a bénéficié d'un important programme de modernisation voulu par S. Marchionne, CEO du groupe Fiat, afin de mettre l'usine aux normes Fiat et préparer le lancement de la production du nouveau van, le Chrysler Pacifica (RU) 2016, dont la fabrication a débuté le 29 février 2016. 
Lorsque le groupe américain Chrysler était sous la coupe de l'allemand Daimler Benz, de 1998 à 2007, l'usine n'a bénéficié d'aucun investissement productif. Le sol était celui d'origine avec de nombreux ateliers en terre battue. Depuis le rachat du groupe Chrysler LLC par le constructeur italien Fiat, l'usine a été totalement restructurée et modernisée avec l'introduction 1.133 de robots Comau.

## L'avenir du site
Le 17 septembre 2015, Sergio Marchionne, CEO du groupe Fiat Chrysler Automobiles a annoncé un investissement de 53 milliards de dollars pour moderniser les usines Chrysler sur le sol américain.
Le site FCA de Windsor reste le principal site industriel de production automobile du Canada.

## Production
Les principaux modèles assemblés dans l'usine de Windsor :
- Maxwell Good/Chrysler 58 - 1924/26
- Chrysler Imperial - 1926
- Chrysler 66 - 1929/30
- Chrysler Plymouth - 1928
- Dodge Brothers 6 - 1929
- DeSoto Diplomat - 1946/62
- Dodge Crusader - 1951
- Dodge Regent - 1951/60
- Dodge M37/M43 - 1953/55
- Dodge Mayfair - 1953/59
- Dodge Kingsway - 1954/58
- Plymouth Valiant 1ère/2de/3e génération 1959/75
- Plymouth Cricket 4e génération  1971-1973
- Dodge Dart - 1959/61
- Plymouth Caravelle 1983/88
- Chrysler Voyager 1983/95
- Dodge Grand Caravan 1995-2015
- Chrysler Grand Voyager/Lancia Voyager 2011/2015
- Chrysler Pacifica (RU)(2016) || 2016-xx